# Paul Ortwin Rave
Pour les articles homonymes, voir Rave.
Paul Ortwin Rave, né le 10 juillet 1893 à Elberfeld et mort le 16 mai 1962 à Idar-Oberstein, est un historien de l'art allemand et directeur de la Galerie nationale de Berlin.

## Biographie
Paul Ortwin Rave naît en 1893 à Elberfeld.
Fils de pharmacien, il étudie l'histoire de l'art, l'archéologie classique et l'histoire littéraire à l'Université rhénane Frédéric-Guillaume de Bonn à partir de 1918 après avoir participé à la Première Guerre mondiale. En 1922, il obtient son doctorat avec une thèse sur l'église St. Severus à Boppard et la construction de la galerie romane. Sur la recommandation de son professeur Paul Clemen, il rejoint ensuite l'administration de la Galerie nationale de Berlin, où il est rapidement nommé conservateur et dirige le Musée Schinkel.
Rave travaille avec le directeur de la National Gallery de l'époque, Ludwig Justi, pour constituer une collection d'art moderne pour la National Gallery. Justi est licencié par les nazis en 1933 et remplacé par Alois Schardt. Après la déchéance de ce dernier et le refus de son successeur Eberhard Hanfstaengl de coopérer à la confiscation d'œuvres d'art moderne pour l'exposition "Art dégénéré" par les personnalités politiques de l'art national-socialiste Adolf Ziegler et Wolfgang Willrich (en), Rave reprend provisoirement la gestion de la collection du palais du Kronprinz en 1937 et devient directeur de la Galerie nationale, dont il défend les collections d'art moderne pendant l'ère nazie. Il reste à ce poste après la Seconde Guerre mondiale, mais démissionne en 1950, lorsque la division de Berlin et donc de la National Gallery s'installe. Jusqu'en 1961, il est directeur de la Bibliothèque d'art de Berlin.

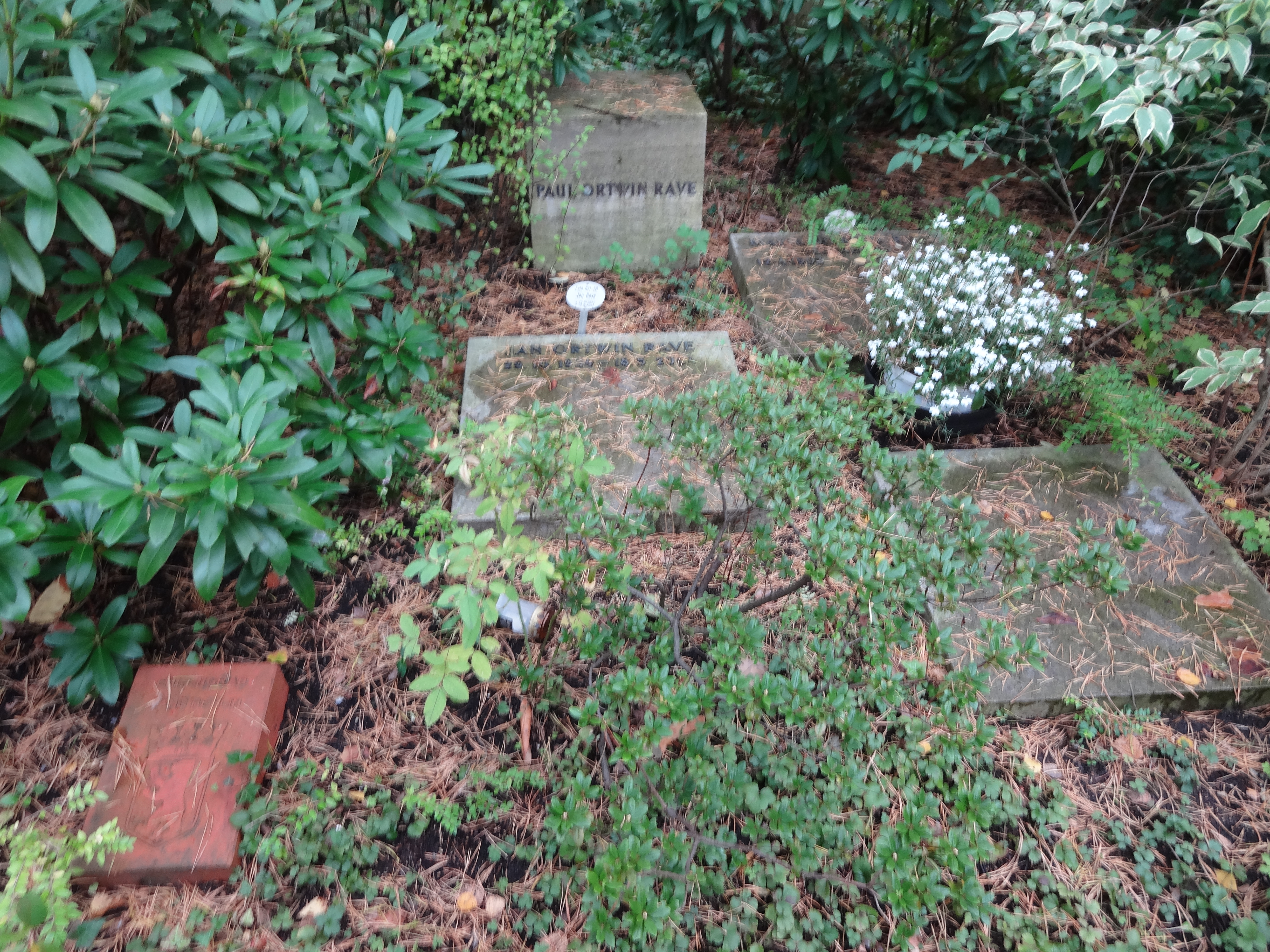
Tombe de Paul Ortwin Rave au cimetière boisé de Berlin-Zehlendorf (ici encore marquée comme une tombe d'honneur).

Son domaine de prédilection est l'art prussien des décennies autour de 1800. Il se consacre en particulier à la recherche sur Karl Friedrich Schinkel et devient en 1939 le rédacteur en chef de la série de publications Karl Friedrich Schinkel : Lebenswerk. En 1949, Rave publie son livre Kunstdiktatur im Dritten Reich, qui examine de manière critique la politique artistique nationale-socialiste, en particulier la campagne "Art dégénéré".
Paul Ortwin Rave meurt en 1962 à l'âge de 68 ans à Idar-Oberstein. Il est inhumé au cimetière boisé de Berlin-Zehlendorf à Berlin. La tombe a été consacrée comme tombe honorifique de Berlin de 1992 à 2014.

### Famille
Il épouse en 1933 la peintre Maria Theresia Rave-Faensen (1903-1987) ; leurs deux fils Jan (1934-2004) et Rolf (* 1936) sont tous deux architectes. Le restaurateur de monuments Wilhelm Rave (1886-1958) est son frère.